# Яцек Пиль
Яцек Пиль, OMI (пол. Jacek Pyl; нар. 17 серпня 1962, м. Гарволін) — римо-католицький єпископ, член конгрегації місіонерів Облатів Непорочної Марії, титулярний єпископ Новасінни, єпископ-помічник Одесько-Сімферопольської дієцезії Римсько-Католицької Церкви, делегат Святого Престолу у Пастирському окрузі РКЦ в Республіці Крим і м. Севастополі.

## Життєпис
Народився 17 серпня 1962 року в місті Гарволін, Польща. Був охрещений у парафіяльному костелі святої Ядвіґи в селі Самогощ. Виріс у селі Подленж.
У 1969—1977 роках навчався у початковій школі села Подвежб'є, після чого у 1977—1981 роках продовжив освіту в малій семінарії конгрегації Облатів Непорочної Марії в Марковіцах. Новіціят проходив у 1981—1982 роках у монастирі на горі Святого Хреста біля Кельце. Перші монаші обіти склав 8 вересня 1986 року.
У 1982—1988 роках навчався у Вищій духовній семінарії в селі Обра. 17 червня 1987 року був висвячений на диякона, а 20 червня 1988 року — на священника архієпископом Познані Єжи Стробою. Здобув ступінь магістра богослов'я, захистивши дисертацію на тему: «Споглядальний аспект Конституцій і Правил місіонерів Облатів Непорочної Марії».
У 1988—1990 роках був помічником наставника новіціяту в монастирі на горі Святого Хреста. У 1990—1991 роках виконував обов'язки вікарія в парафіях у Жмеринці, Мовчанах й селі Тарасівка. З 1991 по 1997 рік був настоятелем у парафіях міст Гнівань, Сутиски, а з 1994 року — в Тиврові.
У 1997—2006 роках упродовж трьох каденцій був першим настоятелем Делегатури облатів в Україні. У цей час був настоятелем у містах: Кривий Ріг (1997—2004), Євпаторія (1999), Полтава, Лубни, Миргород, Кременчук, Комсомольськ (нині Горішні Плавні, 2002—2003), Ніжин і Прилуки (2006), Чернігів і Щорс (нині Сновськ), а також настоятелем монастиря в Чернігові (2009). У 2012 році служив настоятелем у парафії Тиврова (Вінницька область).

## Єпископ
23 листопада 2012 року Папа Римський Бенедикт XVI призначив Яцека Пиля титулярним єпископом Новасінни та єпископом-помічником Одесько-Сімферопольської дієцезії.
Єпископська хіротонія відбулася 5 січня 2013 року в Одесі. Головним святителем був єпископ Броніслав Бернацький, у співслужінні з архієпископом Львівським Мечиславом Мокшицьким і апостольським нунцієм в Україні архієпископом Томасом Едвардом Ґалліксоном.
З 2013 року звершує служіння в Сімферополі, Крим. 22 грудня 2014 року Святим Престолом був призначений Делегатом (главою) Пастирського округу Римсько-Католицької Церкви в Республіці Крим і місті Севастополі.